# Prudence Nobantu Mabele
Pour les articles homonymes, voir Mabele.
Prudence Nobantu Mabele (21 juillet 1971 - 10 juillet 2017) était une militante sud-africaine qui plaidait pour les droits des femmes et des enfants vivant avec le VIH, et qui était engagée également dans la lutte contre la violence sexiste.

## Parcours
Prudence Nobantu Mabele est née le 21 juillet 1971 dans le township de Wattville, près de Benoni, à l'est de Johannesbourg en Afrique du Sud. Elle est élevée par sa grand-mère Nosifako Elizabeth Mabele et son grand-père July Mabele, alors que sa mère est en exil et son père engagé militairement dans le mouvement de lutte contre l'apartheid, au sein de la branche militaire du Congrès national africain, l'Umkhonto we Sizwe. Aînée de quatre sœurs, Prudence quitte Wattville pour Pietermaritzburg pour suivre un enseignement secondaire. Elle poursuit son cursus à l'Institut de technologie de Witwatersrand, puis à celui du Cap en 1990, quand elle est diagnostiquée séropositive, à 18 ans. C'est à cette époque qu'elle comprend la nécessité d'un groupe de soutien pour les femmes ainsi diagnostiquées. Malgré ce diagnostic et les épreuves conséquentes qu'elle doit traverser, Prudence réussit à obtenir son diplôme en ingénierie électrique en 1994. Elle obtient également un diplôme en psychologie à l'Intec College en 1996, un diplôme en management à la Wits Business School et un certificat Femmes & management, Leadership VIH et SIDA, et Suivi et évaluation des programmes en santé sexuelle et reproductive. Mabele complète sa formation de sangoma (médecin traditionnel) en 2004.
En 1996, elle fonde, avec cinq autres femmes, le Positive Women's Network of South Africa pour proposer aux femmes séropositives un espace où elles puissent échanger sur leurs besoins économiques, éducatifs et de santé et les aider,. En tant qu'un des principaux porte-parole de l'Afrique du Sud et défenseur des personnes vivant avec le VIH, Mabele a porté le flambeau olympique en 2004 dans le cadre d'un relais international de la flamme pour les Jeux olympiques de 2004 en Grèce.
Elle milite également contre les violences faite aux femmes, notamment en participant à la campagne One in Nine. One in Nine a commencé en réponse au procès pour viol de Jacob Zuma, qui était à l'époque vice-président.
Elle assume des responsabilités au sein de différents organismes, et devient notamment présidente de la Society for Women and AIDS in Africa, directrice exécutive du Positive Women's Network, l'organisation qu'elle a fondée, et vice-présidente du Civil Society Forum - South African National AIDS Council.
Elle décède d'une pneumonie le 10 juillet 2017.